# Shallow
 (février 2019).
Si vous disposez d'ouvrages ou d'articles de référence ou si vous connaissez des sites web de qualité traitant du thème abordé ici, merci de compléter l'article en donnant les références utiles à sa vérifiabilité et en les liant à la section « Notes et références ».
Singles par Lady Gaga
Joanne
(2017) Always Remember Us This Way
(2018)
Pistes de A Star Is Born
Alibi Music To My Eyes
Shallow est la chanson thème du film A Star Is Born, sortie en 2018. Écrite par Lady Gaga, Mark Ronson, Anthony Rossomando et Andrew Wyatt, produite par Lady Gaga et Benjamin Rice, elle est interprétée en duo par Lady Gaga et Bradley Cooper. Il s'agit du premier single de la bande originale du film parue le 27 septembre 2018 chez Interscope Records. Elle figure à trois reprises dans le film, notamment lors de la scène où Jackson Maine, interprété par Bradley Cooper, invite Ally Campana, jouée par Lady Gaga, à venir chanter sur scène.
La chanson est accueillie très positivement par la critique, qui salue la prestation vocale de Lady Gaga et le caractère dramatique de la composition. Elle remporte de nombreuses récompenses, dont l'Oscar de la meilleure chanson originale, le Golden Globe de la meilleure chanson originale, le Grammy Award de la meilleure prestation pop d'un groupe ou d'un duo ainsi que deux autres nominations aux Grammy Awards (dont une pour la chanson de l'année). L'accueil du public se montre tout aussi chaleureux : le titre devient un succès international, brisant plusieurs records et atteignant le sommet des charts numériques dans plusieurs pays.
Shallow sert de rappel lors du Lady Gaga Enigma, le spectacle en résidence de la chanteuse à Las Vegas.

## Genèse et sortie

### Contexte
Lady Gaga retrouve pour la composition de ce titre Mark Ronson, avec qui elle avait collaboré pour son cinquième album studio, Joanne (2016). Joanne contient déjà des morceaux country rock et des ballades, comme Million Reasons et surtout la chanson titre, qui a influencé les chansons de A Star Is Born.
Dans le film, après avoir rencontré le personnage interprété par Lady Gaga, Ally, le personnage de Bradley Cooper, Jackson Maine, lui parle de leurs musiques et de leurs rêves. Ally avoue alors qu'elle a écrit un morceau et elle le chante brièvement à Jackson. Les paroles deviennent la base de Shallow. Après lui avoir confié qu'il ferait son entrée en scène avec la chanson, réarrangée pour le concert, Jackson invite Ally à venir à son spectacle. Elle se rend donc dans les coulisses avec son ami Ramon. La version complète de Shallow est alors utilisée lors de la séquence où il entre sur la scène du Greek Theatre à Los Angeles et chante les premiers couplets, avant qu'Ally ne vienne le rejoindre au chant. Avant le deuxième couplet, elle trouve en effet le courage de monter sur scène, notamment pour chanter le chœur à l'auditoire. Leur performance devient virale et lance la carrière musicale d'Ally. La chanson devient un incontournable de ses concerts et apparaît brièvement pour la troisième fois lorsqu'elle chante au forum. Pour filmer la séquence du concert, Cooper remplit le Greek Theatre avec environ deux mille fans de Lady Gaga,. Après le tournage, Gaga a diverti la foule en jouant des versions acoustiques de ses succès.

### Sortie
Shallow a été entendu pour la première fois lors d'une bande-annonce en juin 2018. La séquence a immédiatement été transformée en plusieurs mèmes Internet. Une semaine avant la sortie du film, Interscope a confirmé que Shallow serait publié le 27 septembre 2018 en tant que premier single de la bande originale. Gaga l'a présenté pour la première fois à la radio Beats 1 de Zane Lowe, tout en donnant une interview sur le film. Un clip vidéo a été publié, montrant Gaga et Cooper chantant Shallow sur scène, entrecoupés de scènes de A Star Is Born. La chanson a été publiée en téléchargement numérique sur iTunes Store, YouTube et Spotify. BBC Radio 2 a écouté la chanson le 13 octobre 2018 . Aux États-Unis, Shallow a été envoyé à la radio, le 15 octobre 2018, et le lendemain, il a été ajouté à des panels de radios à succès. Plus de deux ans après sa sortie, le clip issu de la bande originale de A Star Is Born, atteint les un milliard de vues sur YouTube et devient l'un des clips les plus visionnés de Lady Gaga avec Bad Romance.

## Écriture et enregistrement
Shallow faisait partie du premier brouillon des chansons écrites par Gaga, Ronson, Anthony Rossomando de Dirty Pretty Things et Andrew Wyatt de Miike Snow. Elle avait joué la mélodie à ses collaborateurs deux ans plus tôt dans un studio d'enregistrement à Malibu. Lorsque Lukas Nelson a intégré le développement de la bande son, le son de la piste a évolué. Nelson a utilisé son propre groupe, Promise of the Real, comme groupe de Jackson. Inspiré par Eric Clapton, il a ajouté une courte intro pour guitare acoustique au début de Shallow, pensant que cela contrasterait avec le son puissant de Gaga, qui suivra plus tard dans la chanson. Gaga est venu à EastWest Studios pour aider Nelson avec la piste et diriger le groupe. Nelson a rappelé une partie de l'instrumentation du type "les crashs de la cymbale, nous l'avons fait en studio sur la base de la vision que nous avions". En plus de produire le morceau avec Gaga, Benjamin Rice l'a enregistré à EastWest et Les studios Village West à Los Angeles, assistés de Bo Bodnar et Alex Williams. Tom Elmhirst a mixé la chanson aux studios Electric Lady à New York. Il a été conçu par Brandon Bost et maîtrisé par Randy Merrill aux studios Sterling Sound. Ronson a également réenregistré une version des années 1980 de Shallow, accompagnée de gros tambours, utilisée dans le film quand Ally joue au Forum alors que Jackson se suicide.
Lady Gaga a décrit Shallow comme un moment crucial dans A Star Is Born, dans la mesure où elle parlait des conversations d'Ally et Jackson, et de leur "besoin et motivation" pour aller en profondeur et s'éloigner de la zone peu profonde dans leur relation. Le chanteur a expliqué sur Beats 1 qu’ils avaient écrit le morceau "du point de vue de Ally, cela fait partie de la raison pour laquelle ils tombent amoureux. Quand j’écrivais de la musique pour le film, je devais penser à Ally comme si elle n’était pas Je suis allé avec un son pour elle, même dans le domaine de la pop, ce qui ne ressemble à rien de ce que j'ai jamais publié auparavant. "Les sessions d'écriture de chansons s'ensuivirent avec Gaga au piano et Ronson, Wyatt et Rossomando à la guitare. essayé de trouver les versets. Ronson a expliqué que le projet original du script avait provoqué la mort de Jackson par noyade, ce qui a amené Gaga à écrire les paroles: "Je ne regarde pas en profondeur lorsque je plonge". Au départ, Shallow était une chanson de fin de générique, mais quand le script a changé, il est devenu une chanson d'amour à propos de Jackson et Ally. Voyant la bande-annonce initiale du film, Ronson décida de ne plus affiner le titre et le conserva comme mélange final. Pour Gaga, le caractère conversationnel des paroles a permis de créer l'air de Shallow, qu’elle a enregistré avec une voix de fausset. Elle a également eu l'idée de jouer sur le titre de la chanson Shallow, "In the sha-ha, sha-ha-ha-low".

## Composition et interprétation lyrique
Shallow est une ballade à la puissance lente, au style country et folk pop, composée principalement d'instruments de la guitare acoustique de Nelson et du piano de Cooper avec les couplets de Cooper et Gaga. Les autres musiciens incluent: Jesse Siebenberg, guitare lap steel; Anthony Logerfo, batterie; Corey McCormick, basse; Alberto Bof, claviers; et les percussions Eduardo 'Tato' Melgar. L'enregistrement est entrecoupé par le bruit du public et les applaudissements. Cooper chante la ligne "Dis-moi quelque chose, fille" pour ouvrir le premier couplet avec retenue. Gaga se joint à partir du deuxième couplet et sonne d'une "voix forte" .
La chanson se déplace progressivement vers le choeur final avec une interprétation vocale, décrite par Jon Blistein de Rolling Stone comme "glacée" avec "une harmonie impressionnante" des deux artistes, accompagnée par une batterie et une guitare à pédales métalliques. Gaga chante une voix hurlante, harmonisant le "Haaa-ah-ah-ah, haaawaah, ha-ah-ah-aaah", qui se termine par le refrain final alors qu'elle chante les lignes: "Je suis loin du fond / Regardez alors que je plonge / que je ne rencontrerai jamais le sol / que nous nous écraserons par la surface / où ils ne peuvent pas nous faire mal / nous sommes loin du niveau des eaux peu profondes maintenant ". La chanson est placée dans la signature du temps commun et est composée dans la tonalité de sol majeur avec un tempo modéré de 96 battements par minute. Il s'ensuit une progression d'accords de Em7 – D / F – G5 – C – G5 – D, avec la voix de Gaga allant de la G3 à la D5.
Un article pour The Guardian, note que Shallow décrit la réalisation par les protagonistes de leur situation actuelle et parle "pour ceux pour qui la vie n'a pas toujours été juste ou gentille". Pour Gaga, c'est la connexion et le dialogue instaurés entre Jackson et Ally qui ont rendu Shallow percutant. Ronson pensait que travailler avec Gaga sur Joanne permettait à la chanteuse de se plonger dans une composition plus personnelle avec Shallow. Il ne pensait pas que le titre aurait beaucoup d'impact sur l'histoire du film. Dans les paroles, les deux personnages se demandent s'ils se contentent de savoir qui ils sont. Ils sont conscients d'eux-mêmes et décrivent "les gains et les peines de la célébrité" et ceux de la dépendance dans les lignes: "Dans tous les bons moments, je me trouve dans un désir de changement, et dans les mauvais, je me crains ". Les auteurs-compositeurs prétendent que la métaphore noyée dans les paroles pourrait être littérale ainsi que sur le chagrin d'amour, la dépendance ou les rêves brisés. 

## Réception critique
Nicole Engelman de Billboard a décrit Shallow comme une ballade puissante et un "superbe duo" entre Gaga et Cooper, présentant "une harmonie frappante" entre eux. Carrie Wittmer de Business Insider et Katherine Gillespie de Paper, ont comparé le chant de Cooper avec ceux de l'auteur-compositeur-interprète américain Eddie Vedder. Wittmer a estimé qu'ils complétaient la "voix puissante et distincte" de Gaga . Plusieurs critiques ont estimé que la chanson était digne d'une nomination aux Oscars pour la meilleure chanson originale. Eve Barlow de Pitchfork a salué la performance de Gaga, notant que le thème "pourrait bien être le sommet de Gaga sous les projecteurs, son achèvement en superstar des graphiques et de l'écran". Elle a écrit que bien que Cooper n'ait pas "le grondement profond de Kris Kristofferson (qui a incarné le personnage principal dans le film de 1976) [il] tire le sérieux nécessaire pour passer le relais [à Gaga]" .
Ben Beaumont-Thomas de The Guardian a noté comment "quelques instants avant de faire l'octave du gros refrain, le visage de [Gaga] scintille de terreur", ajoutant que la piste est "torride mais robuste et vraiment exceptionnelle". Jenny Stevens du même journal a complimenté les paroles pour décrire "l'inévitable comedown, l'isolement et les moments libres sur la route lorsque la dépendance peut piétiner une psyché". Stevens a comparé la voix de Gaga à celles des chansons de Fleetwood Mac pour leur interprétation "crue, gutturale, puissante" et pour le roman malheureux qu'elle annonce.  Maggie Serota, de Spin, estimait que Cooper était convaincant "en tant que troubadour grisonnant et à gorge de whisky, et la ballade donne à Lady Gaga l'occasion de montrer ses impressionnants qualité de chants (pipes)".  Maeve McDermott, du Chicago Sun-Times, a loué Shallow pour avoir élevé A Star Is Born "de la norme du blockbuster à un chef-d'œuvre de la forme". Elle estime que "la réception enthousiaste de [la chanson] a été la réaction la plus enthousiasmée universellement à toute chanson de Lady Gaga de mémoire récente" .
Jon Pareles, du New York Times, l'a qualifié de "titre le plus boffo" de l'album et a complimenté son "accumulation exponentielle" et le "son de gorge à couper le souffle et à fondu" de Gaga. Il a estimé que Shallow était une suite immédiate de "Million Reasons" de Gaga, mais qu'il contenait des syllabes répétées bégayées caractéristiques dans le choeur, à l'instar de ses chansons précédentes Poker Face et Paparazzi (tous deux en 2009). Dans une autre revue, Jon Caramanica, du même journal, a qualifié la chanson de "bonne ballade à l'ancienne, au son des années 1970, à la conquête des années 1980, à la haute ballade des racines", écrit La voix de Gaga "bat intensément ici, se penchant profondément dans l'enveloppe naturelle de sa voix". Lars Gotrich, de NPR, a estimé que Shallow était une "musique country douce", décrivant Cooper comme "un ensemble de pipes adorable et aimable", tandis que Gaga était un "gamin de théâtre [...] rugissant au choeur. … grogner le dernier mot comme si chaque rejet, chaque ex, chaque barrière l'incarnait. Au-delà de la fin de la vie, ils embrassent l'abîme. "
Nate Jones du magazine New York a noté que la piste était la base du développement de la relation amoureuse entre Jackson et Ally dans le film. Shallow est le moment où Ally et Jack réalisent tous les deux à quel point ils peuvent être formidables quand leurs talents se mêlent, et le reste du film explore ce qui se passe quand ils commencent à s'effilocher", a-t-il ajouté. Écrivant dans le magazine Esquire, Matt Miller était initialement ambivalent vis-à-vis de la piste, estimant qu'il ne s'agissait que de "deux crochets de la bande-annonce cousus en une chanson" et obtenant une réponse "meh". Cependant, après avoir visionné le film, il a changé d'opinion en déclarant que "le film répondait à toutes les attentes - en particulier à la première partie du film et à la mise en place du moment où vous l'avez entendu pour la première fois". Dans un article publié par Spotify analysant l’importance de Shallow, l’auteur le décrit comme la "chanson du héros" du film, le premier à "vraiment couvrir le sujet" des thèmes "dangers de Hollywood, de la gloire et de la célébrité" qui prévalaient dans Une étoile est née.

## Performances
Aux États-Unis, Shallow a fait ses débuts à la 14ème place du classement Billboard Digital Songs, avec 12 000 exemplaires vendus selon Nielsen SoundScan. La semaine suivante, Shallow s'est classé à la 1re place des ventes numériques avec 58 000 exemplaires vendus (6e au classement général des charts) et s'est classé 28ème dans le Billboard Hot 100. Ce classement reflétait l'acquisition de 8,3 millions de streams au cours de la semaine d'entrée. Après la sortie du film le 5 octobre 2018, Shallow a atteint la 5e place du classement Hot 100 et s'est classé en tête du classement Digital Songs pour la deuxième semaine consécutive, avec 71 000 copies vendues, en hausse de 21% par rapport à la semaine précédente. La chanson marquait la quinzième entrée de Gaga dans le top dix du tableau et la première de Cooper. À sa sixième semaine, en termes de ventes numériques, Shallow surpasse Just Dance (2008), Bad Romance (2009) et Born This Way (2011) en en longévité à la 1re place de Gaga (cinq semaines au sommet), le tout vendu à 274 000 exemplaires. Airplay a continué de croître pour atteindre 23,3 millions (+ 50%) d'impressions de l'auditoire, ce qui a permis à la chanson de faire ses débuts au numéro 50 du classement Radio Songs. Shallow est devenu le huitième top 10 de Gaga dans les charts Adult Pop Songs (6e place), devenant son ascension la plus rapide à ce palier, dépassant les cinq semaines de montée de Born This Way. De plus, Shallow a atteint la 8ème place dans le classement Adult Contemporary et la 23e dans les charts Pop Songs. La semaine du 15 décembre 2018, Shallow s'est hissé au premier rang du classement Dance Club Songs, aidé notamment par les remix de DJ Aron, Nesco et Lodato. Il est devenu le 15e numéro 1 de Gaga dans le classement, la classant au 10e rang des artistes ayant le plus grand nombre de numéro 1. Après avoir fluctué dans les charts, la chanson revient dans le top 20 des Hot 100 après les nominations aux Oscars du film, avec des ventes en hausse de 50% à 39 000 exemplaires. Shallow a accumulé 148,6 millions de streams aux États-Unis en janvier 2019 et a été certifié platine par la RIAA (Association de l'industrie du disque) pour avoir vendu plus d'un million d'unités. En février 2019, il s'était vendu à 596 000 exemplaires dans le pays. 
Au Canada, Shallow est entré à la 1re place du classement des chansons numériques canadiennes, devenant le cinquième numéro 1 de Gaga et le premier depuis Born This Way. Les téléchargements de la chanson ont augmenté de 31 % la semaine suivante, lui permettant de garder la 1re place. Il est également entré à la 16ème place du Canadian Hot 100 avant d'atteindre la 3e place la semaine suivante. Sur les charts numériques, la chanson est restée à la 1re place pendant 16 semaines non consécutives. En Australie, Shallow a fait ses débuts à la 25ème des charts d'ARIA , avant de devenir numéro un deux semaines plus tard. C'est la quatrième chanson de Gaga à atteindre le sommet, sa première depuis Born This Way, et la première de Cooper. Shallow a depuis tenu le sommet pendant trois semaines en tête du classement. Il s'agissait également du titre numérique le plus vendu de la semaine tandis qu'il est entré dans les classements de streaming d'ARIA à la 14ème place. La chanson a atteint le sommet des charts de diffusion à la radio selon The Music Network. Shallow a fait ses débuts à la 18ème place en Nouvelle-Zélande et lors sa deuxième semaine de présence, il est monté à la 2e place, tandis que Always Remember Us This Way est également entré dans le classement. Au bout de deux semaines, il a atteint la 1re place des charts et devint la troisième chanson numéro un de Gaga dans le pays.
La chanson est entrée à la 13e place du UK Singles Chart avec 20 425 unités, selon l'Official Charts Company, et a atteint la 6ème place la semaine suivante. Elle a été vendue à 36 952 unités supplémentaires, devenant la 12e de Gaga à atteindre le top 10. La chanson est montée à la 4ème place la troisième semaine avec 42 548 exemplaires vendus. Elle a également rejoint le top 10 britannique Airplay Charts, passant du numéro 62 au numéro huit, avec une augmentation de 227,87 % de la diffusion à la radio et une impression totale de 48,83 millions d’audiences. Pour la semaine du 1er novembre 2018, Shallow a atteint le sommet du classement du Singles Chart au Royaume-Uni et est devenu son cinquième numéro 1 (son premier depuis Telephone en 2010) et le premier de Cooper. Shallow a vendu 47 610 unités (dont 34 406 provenant d'équivalents-streams), en remplacement de Promises par Calvin Harris et Sam Smith, qui ont vendu 1 200 unités de moins. Le titre est resté au sommet pour la deuxième semaine et a ensuite été remplacé par Thank U, Next d'Ariana Grande. La British Phonographic Industry (BPI) a décerné la certification Or au titre pour avoir accumulé 400 000 unités de vente équivalentes dans le pays.
Ailleurs, Shallow est entré dans les charts irlandais à la 1re place, devenant le sixième numéro un de Gaga et le premier de Cooper. La chanson est restée à la 1re place les deux semaines suivantes. La deuxième semaine, deux autres chansons de la bande originale, Always Remember Us This Way et I'll Never Love Again entrent également dans le top 10. En France, Shallow atteint la 1re place des ventes pures (sans streaming) le 5 octobre 2018 et y reste pendant 22 semaines non consécutives. Les titres Always Remember Us This Way et I'll Never Love Again sont également entrés dans le top 10 des ventes la deuxième semaine. Shallow a atteint la 13e place du classement SNEP Mégafusion (ventes + streaming) le 19 octobre avec 2400 ventes et 1,1 million de streams, soit 10 000 unités. Deux semaines plus tard, la chanson a atteint le 6ème rang du classement avec 12 400 unités (composées de 2 595 ventes et 1,8 million de streams), et s'est positionnée au mieux à la 3e place en mars 2019. Le Syndicat national de l'édition phonographique (SNEP) a décerné à Shallow la certification Platine pour avoir accumulé 30 millions de streams (soit 200 000 unités). La chanson s'est vendue à 30 900 téléchargements numériques dans le pays à la fin de 2018.

## Certifications et ventes
| Pays             | Certifications      | Organisme de certifications | Ventes     |
| ---------------- | ------------------- | --------------------------- | ---------- |
| Allemagne        | Platine             | BVMI                        | 400 000    |
| Australie        | 10x Platine         | ARIA                        | 700 000    |
| Autriche         | Platine             | IFPI Autriche               | 50 000     |
| Belgique         | 2x Platine          | BEA                         | 80 000     |
| Canada           | 8x Platine          | CRIA                        | 640 000    |
| Danemark         | 2x Platine          | IFPI Danemark               | 180 000    |
| Espagne          | 3x Platine          | PROMUSICAE                  | 120 000    |
| États-Unis       | 4x Platine          | RIAA                        | 5 500 000  |
| France           | Diamant             | SNEP                        | 450 000    |
| Italie           | 4x Platine          | FIMI                        | 290 000    |
| Norvège          | 6x Platine          | IFPI Norvège                | 360 000    |
| Nouvelle-Zélande | 3x Platine          | RMNZ                        | 90 000     |
| Portugal         | 3x Platine          | AFP                         | 45 000     |
| Pologne          | Diamant             | ZPAV                        | 100 000    |
| Royaume-Uni      | 2x Platine          | BPI                         | 2 000 000  |
| Ventes mondiales | ≈ 70 certifications |                             | 20 000 000 |

## Spectacles et couvertures
Shallow fait partie des titres du spectacle de Gaga 2018-2019 à Las Vegas Residency, Lady Gaga Enigma. Après avoir interprété sa chanson Born This Way, Gaga revient sur la scène et joue Shallow au piano comme rappel. Le 26 janvier 2019, Bradley Cooper l'a rejoint sur scène, marquant la première fois que le duo interprète la chanson ensemble en direct.
Lors de la 61e cérémonie des Grammy Awards, le 10 février 2019, Gaga a été rejoint sur scène par Raga, Rossomando et Wyatt, car Cooper participait à la 72e cérémonie des British Academy Film Awards à Londres. Gaga portait une combinaison étincelante moulante et des chaussures à semelles compensées rappelant son look de l'époque de The Fame. Brittany Spanos de Rolling Stone pensait que Gaga et Ronson "volaient le spectacle des Grammy Awards avec une performance éclatée" de Shallow et comparaient les mouvements de Gaga sur scène à "David Bowie de l'époque de Ziggy Stardust". Selon Tatiana Cirisano de Billboard, la chanteuse a donné une "performance déchirante" de la chanson alors qu'elle "se tenait debout, frappant et repoussant ses cheveux sur la scène". La performance a généré un certain nombre de mèmes pour le contact visuel continu de Gaga avec la caméra d'enregistrement sur scène. Shallow a été joué en direct lors de la 91e cérémonie des Oscars. 
L'acteur Billy Porter a repris la chanson lors de la soirée précédant les Golden Globe Awards le 4 janvier 2019 à The Sunset House à West Hollywood, en Californie. La chanteuse Alicia Keys a interprété Shallow  au piano lors de l'émission The Late Late Show with James Corden le 6 février 2019, en compagnie de l'animateur James Corden. Ils ont adapté les paroles pour qu'elles reflètent le rôle de Keys en tant qu'hôte de la cérémonie des Grammy Awards. 
La chanson a également été reprise par les acteurs Camila Mendes et Chris Mason dans un épisode de la cinquième saison de Riverdale.

## Crédits
- Lady Gaga – auteur, producteur, voix principales
- Bradley Cooper – voix principales
- Mark Ronson – auteur
- Anthony Rossomando – auteur
- Andrew Wyatt – auteur
- Benjamin Rice – producteur, enregistrement
- Bo Bodnar – assistant d’enregistrement
- Alex Williams – assistant d’enregistrement
- Tom Elmhirst – mixage
- Brandon Bost – mixage
- Randy Merrill – audio
- Anthony Logerfo – batterie
- Corey McCormick – basse
- Alberto Bof – clavier
- Lukas Nelson – guitare acoustique
- Jesse Siebenberg – lap steel guitar
- Eduardo 'Tato' Melgar – percussion

## Récompenses
- 76e cérémonie des Golden Globes : meilleure chanson originale[20]
- 24e cérémonie des Critics' Choice Movie Awards : meilleure chanson originale
- 12e cérémonie des Houston Film Critics Society Awards : meilleure chanson originale
- Georgia Film Critics Association Awards : meilleure chanson originale
- 23e cérémonie des Satellite Awards : meilleure chanson originale
- 61e cérémonie des Grammy Awards : meilleure chanson écrite pour un média visuel
- 91e cérémonie des Oscars : meilleure chanson originale
- NRJ Music Awards : Groupe/duo international de l’année